# Henadij Natarow
Henadij Natarow (ukrainisch Генадій Натаров; * 23. Januar 1992 in Charkiw, Ukraine; englische Transkription Gennadiy Natarov) ist ein ukrainischer Badmintonspieler.

## Karriere
Henadij Natarow wurde 2009 und 2010 ukrainischer Juniorenmeister im Herrendoppel. Bei den St. Petersburg White Nights 2010 wurde er Dritter im Doppel, bei den Polish International 2011 belegte er Rang drei im Doppel und im Mixed. 2012 nahm er an den Badminton-Europameisterschaften teil. Dritter wurde er bei den St. Petersburg White Nights 2012 und den Bulgaria Open 2012.